# Valsø Holm
Valsø Henrik Holm (31. december 1906 i København – 19. december 1987 sammesteds) var en dansk skuespiller.
Holm gennemførte Det kongelige Teaters elevskole 1927-1929 og debuterede umiddelbart herefter på teatret.
Fra 1931 optrådte Holm på de fleste københavnske privatteatre og nåede at indspille en lang række film.
Han var desuden en udmærket visesanger, der gav ham stor succes i de større varietéer og kabaretter.

## Filmografi
- En søndag på Amager – 1941
- To som elsker hinanden – 1944
- Det bødes der for – 1944
- Mordets melodi – 1944
- Ditte Menneskebarn – 1946
- De pokkers unger – 1947
- Kristinus Bergman – 1948
- Penge som græs – 1948
- For frihed og ret – 1949
- Din fortid er glemt – 1950
- Vesterhavsdrenge – 1950
- Den gamle mølle på Mols – 1953
- Kongeligt besøg – 1954
- Karen, Maren og Mette – 1954
- Altid ballade – 1955
- Kristiane af Marstal – 1956
- Seksdagesløbet – 1958
- Guld og grønne skove – 1958
- Spion 503 – 1958
- Helle for Helene – 1959
- Poeten og Lillemor – 1959
- Forelsket i København – 1960
- Tro, håb og trolddom – 1960
- Harry og kammertjeneren – 1961
- Landsbylægen – 1961
- Det tossede paradis – 1962
- Frøken April – 1963
- Bussen – 1963
- Støv for alle pengene – 1963
- Vi har det jo dejligt – 1963
- Don Olsen kommer til byen – 1964
- Een pige og 39 sømænd – 1965
- Halløj i himmelsengen – 1965
- Hold da helt ferie – 1965
- Mor bag rattet – 1965
- Næsbygaards arving – 1965
- Slå først, Frede – 1965
- Sytten – 1965
- En ven i bolignøden – 1965
- Flagermusen (film) – 1966
- Soyas tagsten – 1966
- Min kones ferie – 1967
- Far laver sovsen – 1967
- Mig og min lillebror – 1967
- Olsen-banden (film) – 1968
- Det er så synd for farmand – 1968
- Rend mig i revolutionen – 1970
- Tandlæge på sengekanten – 1970
- Den forsvundne fuldmægtig – 1971
- Motorvej på sengekanten – 1972
- Romantik på sengekanten – 1973
- Fætrene på Torndal – 1973
- På'en igen Amalie – 1973
- Olsen-bandens sidste bedrifter – 1974
- Der må være en sengekant – 1975
- Affæren i Mølleby – 1976
- Hopla på sengekanten – 1976
- Pas på ryggen, professor – 1977
- Fængslende feriedage – 1978
- Agent 69 Jensen i Skyttens tegn – 1978
- Undskyld vi er her – 1980
- Det parallelle lig – 1982
- Henover Midten – 1982